# 方国瑜故居
方国瑜故居，位于中国云南省丽江市丽江古城内五一街文治巷，是中国当代著名历史学家方国瑜的故居。
故居分为上下两院，有通道石梯相连，每个院子又自成一个“三坊一照壁”格局，两院的东西主楼后界建有小花园。两院中心大厅，立有方国瑜铜像。建筑风格融纳西民居和中原徽派建筑为一体，结构独特。2012年公布为云南省级文物保护单位。